# Под прикрытием (фильм, 1992)
«Под прикрытием» (англ. Deep Cover) — американский кинофильм, вышедший на экраны в 1992 году.

## Сюжет
Полицейский Рассел Стивенс-младший работает под прикрытием в качестве наркодилера по имени Джон Халл. Его задание — выйти на влиятельного южноамериканского наркобарона.

## В ролях
- Лоренс Фишберн (в титрах указан как Ларри Фишберн) — Рассел Стивенс-младший/Джон Халл
- Джефф Голдблюм — Дэвид Джейсон
- Чарльз Мартин Смит — Джерри Карвер
- Виктория Диллард[англ.] — Бетти Маккатчен
- Грегори Сиерра — Феликс Барбоса
- Глинн Тёрмен — Рассел Стивенс-старший
- Кларенс Уильямс III — Кен Тафт

## Награды и номинации
| Премия               | Категория                         | Имя            | Результат |
| -------------------- | --------------------------------- | -------------- | --------- |
| Независимый дух 1993 | Лучшая мужская роль               | Лоренс Фишберн | Номинация |
| Независимый дух 1993 | Лучшая мужская роль второго плана | Джефф Голдблюм | Номинация |

## Саундтрек
Саундтрек — Deep Cover, записанный на SOLAR Records и Epic Records. Главный трек фильма, Deep Cover, исполняют Dr. Dre и Snoop Dogg.